# Birth (奥井雅美の曲)
『Birth』（バース）は、奥井雅美の通算12作目のシングルである。

## 背景
- 表題曲である「Birth」はテレビアニメ『アキハバラ電脳組』のオープニングテーマ、「太陽の花」は同アニメのエンディングテーマに起用された。両曲ともフルサイズでサウンドトラック『Rebis -C.T.i.A/O.S.T』[1]に、テレビサイズは『Rubification -C.T.i.A/C.I.S』[2]にそれぞれ収録されている。
- この2曲を皮切りに「朱-AKA-」「恋しましょ ねばりましょ」「HOT SPICE」など、『アキハバラ電脳組』関連の曲を数多く提供した。

## 制作
- 奥井の誕生日である3月13日付近にはライブ「Birth live」が行われ、「Birth」が歌われるのが定番となっている。2008年のライブでは「Birth」について、「大月さんに何度も歌詞を直されながら苦労して作った曲」と語った。
- この2曲とも多数のアレンジが存在する。
  - アルバム『Do-can』には「Birth (takemix)」「太陽の花 (isamix)」として収録されている。
  - 「Birth」のアニメ最終回で用いられたバージョンは、サウンドトラック『Azoth - C.T.i.A/O.S.T』[3]に「Birth - Epilogue.ver. -」として収録されている。
  - 「太陽の花」にはノーマルバージョンの他に「Latin Jazz version」「Classic version」の2種類のアレンジが存在し、それぞれアニメのエンディングとして使用された。後者2つはテレビサイズのみ存在し、どちらもサウンドトラック『Rubification -C.T.i.A/C.I.S』[2]に収録されている。

## 収録曲
| 全作詞: 奥井雅美、全編曲: 矢吹俊郎。 |                                 |           |                    |      |
| #                                    | タイトル                        | 作詞      | 作曲               | 時間 |
| 1.                                   | 「Birth」                       | 奥井雅美  | 奥井雅美・矢吹俊郎 | 4:25 |
| 2.                                   | 「太陽の花」                    | 奥井雅美  | 奥井雅美           | 4:33 |
| 3.                                   | 「Birth」(off vocal version)    | 奥井雅美  |                    | 4:25 |
| 4.                                   | 「太陽の花」(off vocal version) | 奥井雅美  |                    | 4:33 |
| 合計時間:                            | 合計時間:                       | 合計時間: | 17:56              |      |

## 参加ミュージシャン
| Birth - Synthesizer programming and keyboards : 矢吹俊郎 - Bass : 住吉中 - Solo guitars : 若林剛太 - Ac. guitars : 渡辺格 - Guitars : 矢吹俊郎 - Chorus : 奥井雅美 - Mix : Yuichi Nagayama, 矢吹俊郎 | 太陽の花 - Synthesizer programming and keyboards : 矢吹俊郎 - Bass : 住吉中 - Solo sax : 藤陵雅裕 - Ac. guitars : 渡辺格 - Guitars : 矢吹俊郎 - Chorus : 奥井雅美 - Mix : Yuichi Nagayama, 矢吹俊郎 |

## メディアでの使用
| # | 曲名         | タイアップ                                                | 出典  |
| - | ------------ | --------------------------------------------------------- | ----- |
| 1 | 「Birth」    | TBS系アニメーション『アキハバラ電脳組』オープニングテーマ | [ 5 ] |
| 2 | 「太陽の花」 | TBS系アニメーション『アキハバラ電脳組』エンディングテーマ | [ 5 ] |